# رونالد والاس (كاتب)
رونالد والاس (بالإنجليزية: Ronald Wallace)‏ هو ناقد وكاتب وشاعر أمريكي، ولد في 1945 في سيدار رابيدز في الولايات المتحدة.